# Чазы-Бук
Чазы-Бук — посёлок в Таштагольском районе Кемеровской области. Входит в состав Шерегешского сельского поселения.

## География
Центральная часть населённого пункта расположена на высоте 380 м над уровнем моря.

## Население
| 2010 |
| ---- |
| 27   |

### Половой состав
По данным Всероссийской переписи населения 2010 года, в посёлке Чазы-Бук проживало 27 человек (13 мужчины, 14 женщины).